# Certidão de óbito

Certidão de óbito de Machado de Assis. Fundo Documental: Juízo da Provedoria do Rio de Janeiro (1908).

Certidão de óbito é um documento cujo conteúdo é extraído do assento de óbito lavrado em um livro depositado aos cuidados de um cartório de Registro Civil (em Portugal: conservatória do registo civil).
Uma certidão de óbito pode ser emitida no Brasil em dois formatos: em breve relato, que traz os dados principais inscritos no livro de assentamento ou em inteiro teor, que reproduz todo o assento de nascimento em sua integralidade. A certidão inteiro teor também é chamada de certidão verbum ad verbum.
Em Portugal, as certidões de óbito podem ser emitidas em três diferentes formatos: narrativa, cópia integral e modelo internacional. Os dois primeiros formatos equivalem às certidões brasileiras em breve relato e em inteiro teor, respectivamente. A certidão em modelo internacional é emitida segundo regras da Convenção da Haia, tendo formato plurilíngüe.
Popularmente, chama-se muito freqüentemente a certidão de óbito de atestado de óbito, embora este último seja um documento de uma natureza distinta.